# Vůznice
Die Vůznice (deutsch Wuschnitz, auch Wužnitz) ist ein linker Nebenfluss der Berounka in Tschechien.

## Verlauf
Die Vůznice entspringt zwischen Běleč und Bratronice in der Křivoklátská vrchovina in einer Höhe von 445 m. ü. M. am Westhang des Hügels Kouty (473 m. ü. M.). Der Bach fließt zunächst in südwestlicher Richtung durch Běleč und wendet sich dann nach Süden. Unterhalb von Skalka bildet er ein tiefes Tal mit zahlreichen Flussschleifen. Linksseitig liegen auf einem Sporn die Reste der mittelalterlichen Jagdburg Jenčov, unterhalb davon befindet sich rechtsseitig über dem Tal das Schloss Dřevíč. Die Vůznice mündet an der Šnárova hora (303 m. ü. M.) zwischen Žloukovice und Nižbor in die Berounka.
Unmittelbar vor seiner Mündung wird der Bach von der Bahnstrecke Beroun–Rakovník überbrückt.
Die Vůznice hat ein Einzugsgebiet von 28,2 km² und eine Länge von 8 Kilometern. Ihre durchschnittliche Wassermenge in der Mündung beträgt 0,05 m³/s.

## Zuflüsse
- Benešák bzw. Pinvička (l), unterhalb der Ruine Jenčov

## Landschafts- und Naturschutz
Das bewaldete Tal des Baches zwischen Skalka und Žlubinec ist als Nationales Naturreservat Vůznice geschützt.